# Resolució 319 del Consell de Seguretat de les Nacions Unides
La Resolució 319 del Consell de Seguretat de les Nacions Unides, aprovada l'1 d'agost de 1972 després de reafirmar les resolucions anteriors sobre el tema, el Consell va convidar al Secretari General de les Nacions Unides, en consulta amb el grup establert a la Resolució 309, que contactessin amb totes les parts interessades i establissin les condicions necessàries perquè les persones puguin exercir el seu dret a l'autodeterminació d'acord amb la Carta de les Nacions Unides. El Consell va demanar al Secretari General que els mantingués informats sobre l'aplicació de la resolució 309.
La resolució 319 es va aprovar per unanimitat amb 14 vots; la República Popular de la Xina no va participar en la votació.